# Кечкемет (футбольный клуб)
«Кечкемет» (венг. Kecskeméti TE) — венгерский футбольный клуб из одноимённого города. Основан в 1911 году. Домашние матчи проводит на стадионе «Сектои», вмещающем 6300 зрителей. 

## Достижения
- Серебряный призёр Чемпионата Венгрии: 2022/23
- Обладатель Кубка Венгрии: 2010/11
- Финалист Кубка лиги: 2011/12
- Победитель Второй лиги Венгрии: 2007/08
- Победитель Третьей лиги Венгрии: 1945/46, 1957/58, 1989/90, 1994/95

## Выступления в еврокубках
| Сезон   | Сезон   | Турнир                | Раунд                         | Соперник | Первый матч | Ответный матч                          | Общий счёт                   |  |
| ------- | ------- | --------------------- | ----------------------------- | -------- | ----------- | -------------------------------------- | ---------------------------- |  |
| 2011/12 | 2011/12 | Лига Европы УЕФА      | Второй квалификационный раунд | Актобе   | 1:1 (дома)  | 0:0 (в гостях)                         | 1:1 (правило гостевого гола) |  |
| 2023/24 | 2023/24 | Лига конференций УЕФА | Второй квалификационный раунд | Рига     | 2:1 (дома)  | 1:3, в дополнительное время (в гостях) | 3:4                          |  |